# 上岩井村
上岩井村（かみいわいむら）は、かつて新潟県三島郡にあった村。

## 沿革
- 1889年（明治22年）4月1日 - 町村制施行に伴い三島郡上岩井村、鳥雲新田、葛蒲新田が合併し、上岩井村が発足。
- 1901年（明治34年）11月1日 - 三島郡脇野町村、吉川村と合併し、脇野町村を新設して消滅。